# Битка код Кунаксе
Битка код Кунаксе одиграла се 3. септембра 401. п. н. е. између Кира Млађег и његовог брата Артаксеркса II, који је постао персијски цар 404. п. н. е.

## Битка
Кир Млађи је окупио војску у којој се налазило и више од десет хиљада грчких плаћеника под вођством спартанског војсковође Клеарха. Снага ахеменидске војске била је 40.000 људи. Битка се одвијала код Кунаксе, на левој обали Еуфрата, 70 km северно од Вавилона. Кирове азијске трупе биле су на левом крилу. Тактички исход битке је дискутабилан, али пошто је Кир Млађи погинуо у бици, Артаксеркс II је имао стратешку корист. 
После смрти Кира Млађег, спартански војсковођа Клеарх повлачи плаћенике, али га његови сарадници изручују Артаксерксу II, који га је погубио. Грци су се налазили врло дубоко у Персијској територији, али су успели да дођу до Црног мора и тиме докажу премоћ грчког оружја.
Поред Ксенофонта, ратника и писца, још један познати антички писац био је присутан у бици код Кунаксе. Ктезије, родом из Карије, која је у то време припадала Ахеменидском царству, био је део пратње краља Артаксеркса у бици код Кунаксе и донео је медицинску помоћ краљу тако што је лечио његову рану на телу. Он је наводно био укључен у преговоре са Грцима после битке, а такође је помогао њиховом спартанском генералу Клеру пре његовог погубљења.